# Братська могила радянських воїнів (Білецьківка)
Братська могила радянських воїнів та пам’ятний знак полеглим воїнам-землякам – меморіальний комплекс у селі Білецьківка Кременчуцького району Полтавської області. Має статус пам’ятки історії місцевого значення. Комплекс розташований в невеличкому сквері в центрі села. Центральним елементом комплексу є фігура солдата з вінком на постаменті. 

## Могила невідомого льотчика

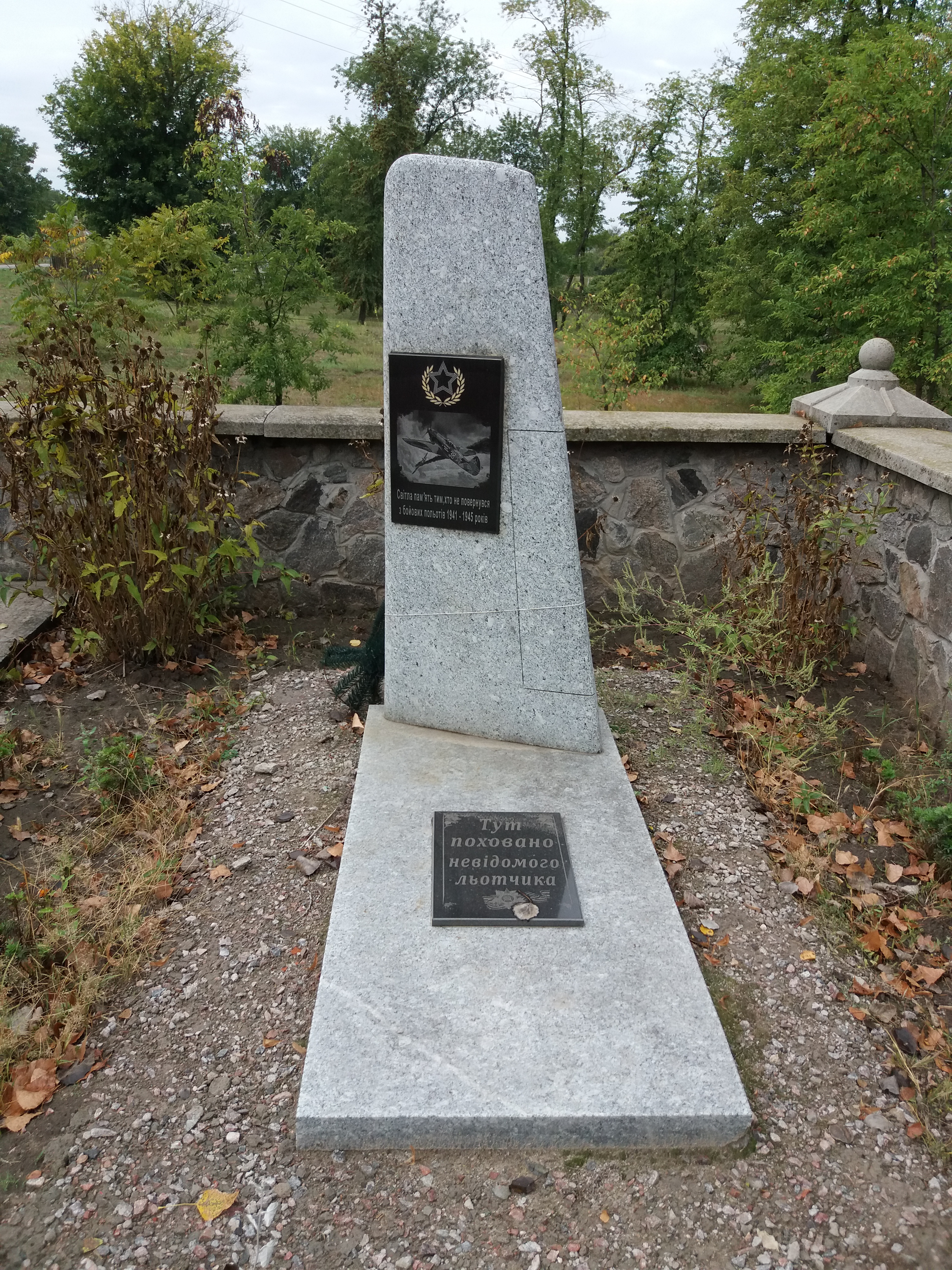
Могила невідомого льотчика в 2018 році

У жовтні 2011 року шукачами в урочищі Тютюнникове в 5 км від Білецьківки були знайдені уламки радянського літака часів Другої світової війни та останки невідомого пілота, які 9 травня 2012 року були урочисто перепоховані біля Братської могили.